# Kayla DiCello
Kayla DiCello, née le 25 janvier 2004, est une gymnaste artistique américaine.

## Carrière
Kayla DiCello est médaillée de bronze au concours général individuel aux Championnats du monde de gymnastique artistique 2021.